# Вешко Валерій Іванович
Вешко́ Вале́рій Іва́нович (2 січня 1966, Волочиськ) — радянський та український веслувальник-каноїст, виступав за збірну СРСР у середині 1980-х — початку 1990-х років. Семиразовий чемпіон світу, чотириразовий чемпіон Радянського Союзу, переможець багатьох регат республіканського і всесоюзного значення. На змаганнях представляв спортивне товариство СКА, заслужений майстер спорту СРСР (1988).

## Біографія
Валерій Вешко народився 2 січня 1966 року в місті Волочиську Хмельницької області Української РСР. У дитинстві захоплювався багатьма видами спорту, зокрема футболом і велоспортом, проте зрештою зробив вибір на користь веслування. Активно займатися веслуванням на каное почав у віці одинадцяти років, проходив підготовку в Хмельницькому під керівництвом тренера Юрія Павловича Корнілова. У різний час перебував у добровільних спортивних товариствах «Колос» і «Буревісник», протягом більшої частини кар'єри представляв СКА.
Уперше заявив про себе 1986 року, ставши чемпіоном Радянського Союзу разом зі своїм партнером Юрієм Гуріним у заліку двомісних каное на дистанції 1000 метрів. Першого серйозного успіху на дорослому міжнародному рівні добився в сезоні 1987 року, коли потрапив до основного складу радянської національної збірної й завдяки низці вдалих виступів удостоївся права захищати честь країни на чемпіонаті світу в німецькому Дуйсбурзі, де в підсумку здобув перемогу у двійках на тисячі метрів і отримав срібло у двійках на п'ятистах метрах. Розглядався як основний кандидат на участь у літніх Олімпійських іграх 1988 року в Сеулі, проте зрештою на Іграх виступав екіпаж Віктора Ренейського і Миколи Журавського, а Вешко був присутнім тут лише як запасний весляр.
1989 року Валерій Вешко побував на світовій першості в болгарському Пловдіві, де підіймався на п'єдестал пошани тричі: виграв золоті медалі в четвірках на п'ятистах і тисячі метрів, а також бронзову медаль у двійках на тисячі метрів. Рік потому на аналогічних змаганнях у польській Познані майже повторив торішній результат, додав у послужний список ще два золота. У наступному сезоні на чемпіонаті світу в Парижі знову здобув перемогу в програмі чотиримісних каное на дистанціях 500 і 1000 метрів. Незабаром після закінчення цих змагань вирішив завершити спортивну кар'єру. За видатні спортивні досягнення удостоєний почесного звання «Заслужений майстер спорту СРСР».
Починаючи з 1997 року очолює управління молоді та спорту в Хмельницькому.